# Élpis
Na mitologia grega, Élpis (em grego clássico: ἐλπίς) era a deusa, ou espirito, que era a personificação da esperança. Foi o única que permaneceu após a abertura da Caixa de Pandora (ou jarro) que Pandora recebeu dos deuses.